# Drowning Pool
Drowning Pool är ett amerikanskt nu-metal-/hårdrocksband från Dallas. Drowning Pool, som slog igenom med låten "Bodies" 2001.

## Medlemmar
Nuvarande medlemmar
- C.J. Pierce – gitarr, bakgrundssång (1996– )
- Stevie Benton – basgitarr, bakgrundssång (1996– )
- Mike Luce – trummor, percussion, bakgrundssång (1996– )
- Jasen Moreno – sång (2010– )

Tidigare medlemmar
- Dave Williams – sång (1999–2002; död 2002)
- Jason Jones – sång (2003–2005)
- Ryan McCombs – sång (2005–2011)

Bildgalleri

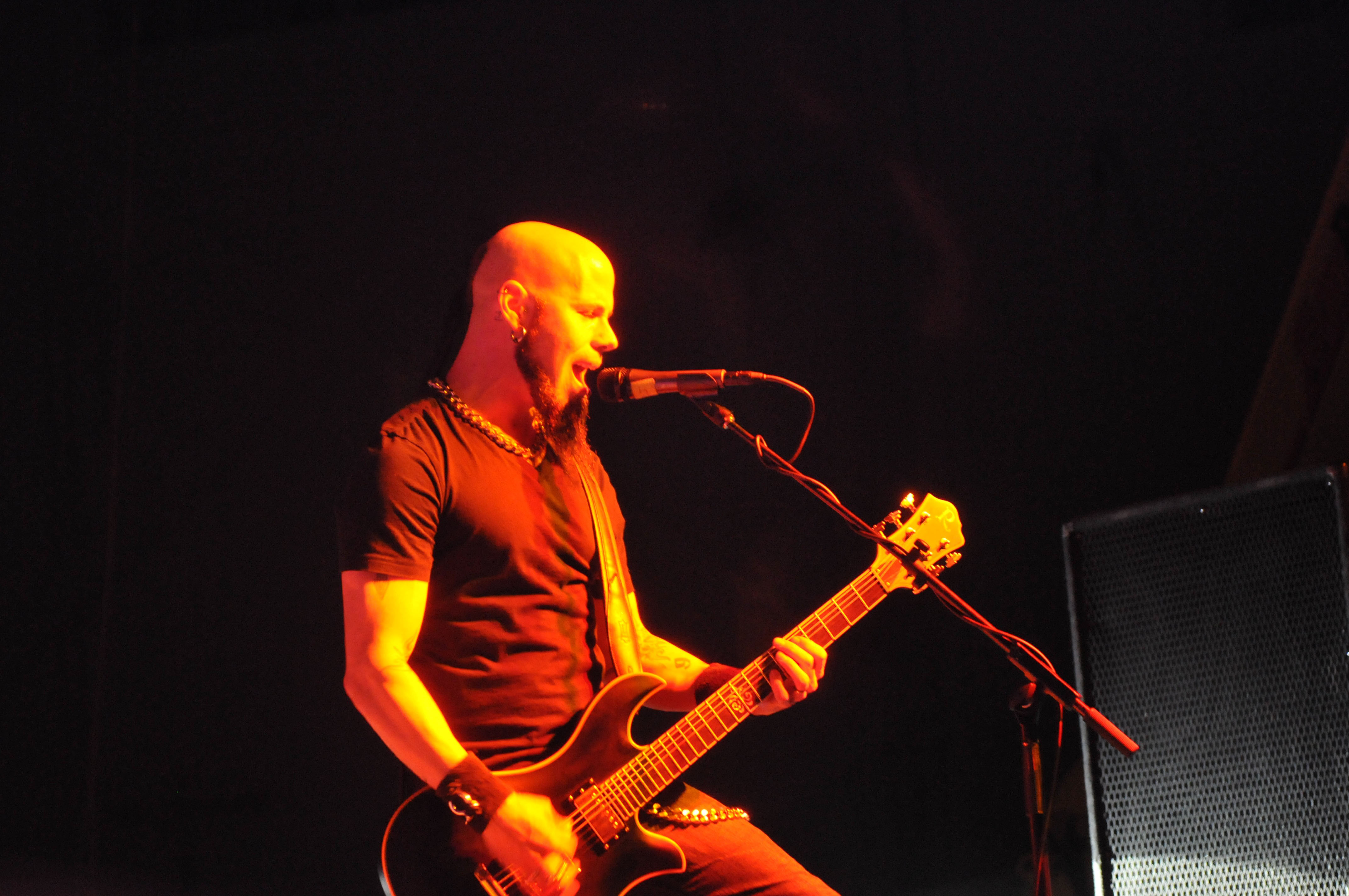
C.J. Pierce
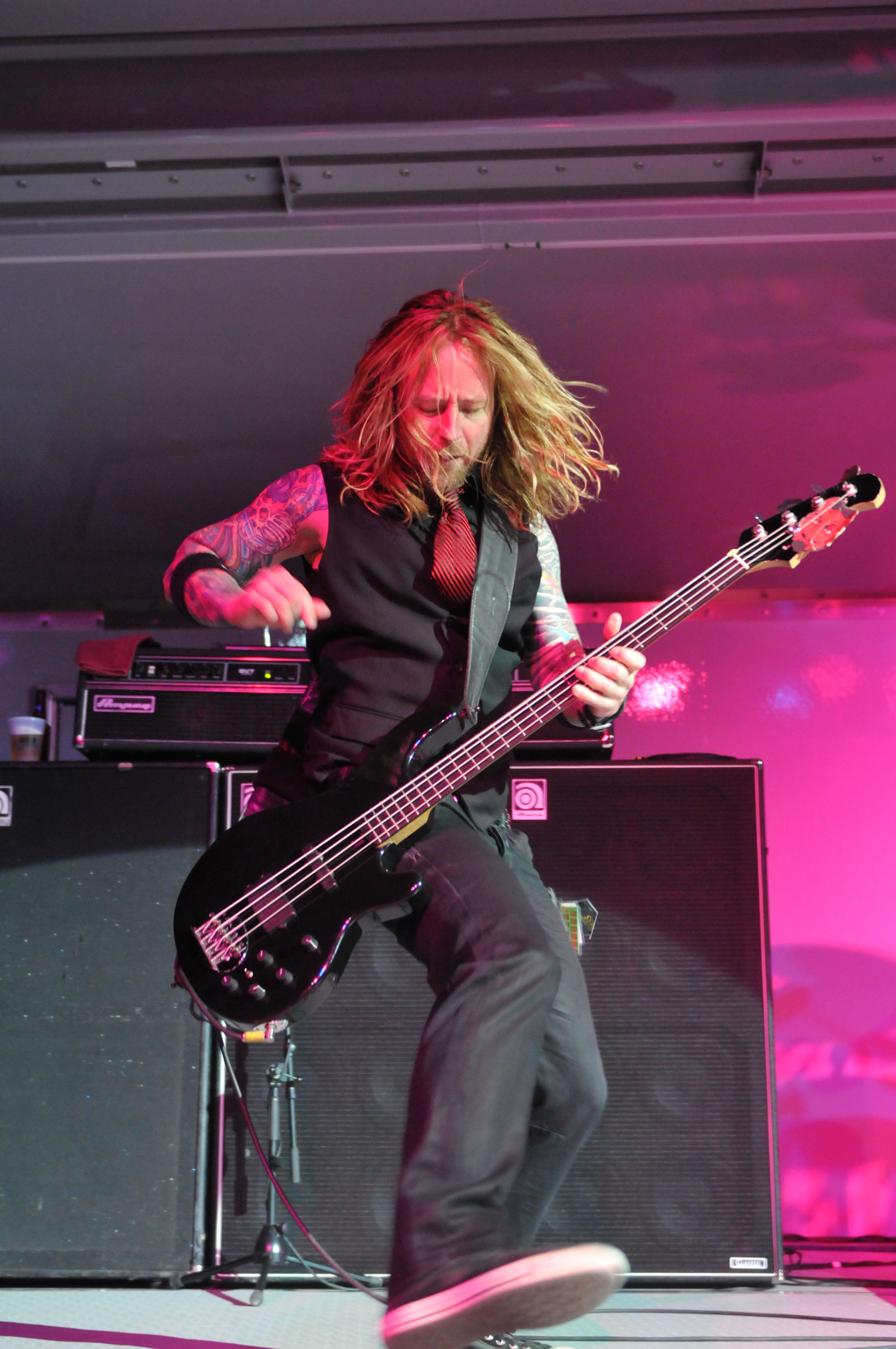
Stevie Benton
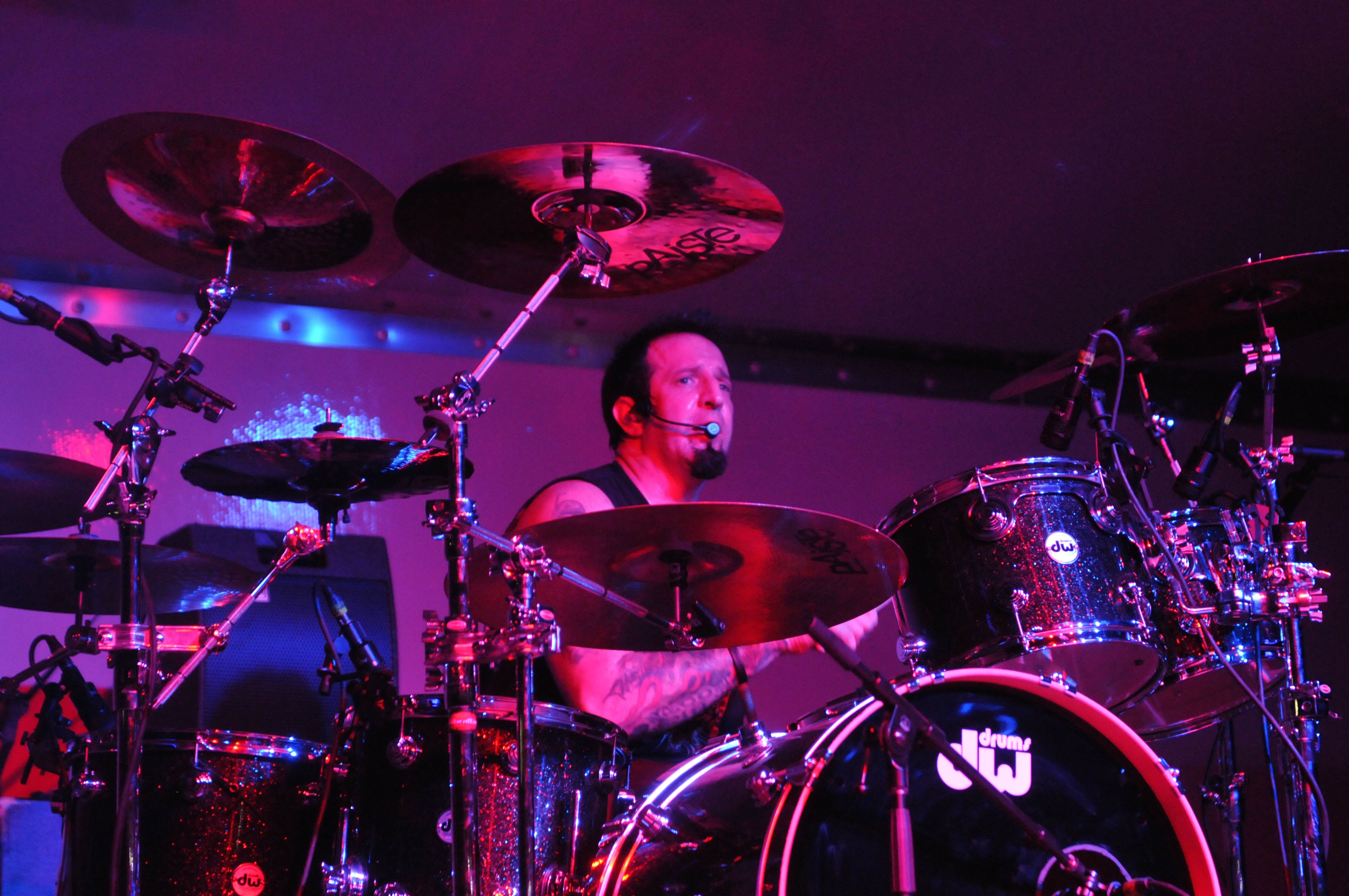
Mike Luce

## Diskografi
Studioalbum
- Drowning Pool (1999)
- Sinner (2001)
- Desensitized (2004)
- Full Circle (2007)
- Drowning Pool (2010)
- Resilience (2013)
- Hellelujah (2016)

Livealbum
- Loudest Common Denominator (2009)

EP
- Pieces of Nothing (2000)
- The Bodies EP (2001)

Singlar
- "Bodies" (2001)
- "Tear Away" (2002)
- "Sinner" (2002)
- "Step Up" (2004)
- "Love and War" (2004)
- "Killin' Me" (2004)
- "Soldiers" (2007)
- "Enemy" (2007)
- "37 Stitches" (2008)
- "Shame" (2009)
- "Feel Like I Do" (2010)
- "Turn So Cold" (2010)
- "Let the Sin Begin" (2011)
- "In Memory Of..." (2012)
- "One Finger and a Fist" (2013)
- "Saturday Night" (2013)
- "By the Blood" (2015)